# Сьмілово (Шамотульський повіт)
Сьмілово (пол. Śmiłowo) — село в Польщі, у гміні Шамотули Шамотульського повіту Великопольського воєводства.
Населення — 261 особа (2011).
У 1975—1998 роках село належало до Познанського воєводства.

## Демографія
Демографічна структура станом на 31 березня 2011 року:
|          | Загалом | Допрацездатний вік | Працездатний вік | Постпрацездатний вік |
| -------- | ------- | ------------------ | ---------------- | -------------------- |
| Чоловіки | 136     | 28                 | 101              | 7                    |
| Жінки    | 125     | 29                 | 79               | 17                   |
| Разом    | 261     | 57                 | 180              | 24                   |